# Ла-Рошель (округ)
Ла-Рошель (фр. La Rochelle) — округ (фр. Arrondissement) во Франции, один из округов в регионе Пуату — Шаранта. Департамент округа — Шаранта Приморская. Супрефектура — Ла-Рошель.
Население округа на 2006 год составляло 197 940 человек. Плотность населения составляет 242 чел./км². Площадь округа составляет всего 818 км².

## Состав округа
Округ разделяется на 15 кантонов и 57 коммун.

### Кантоны
- Арс-ан-Ре
- Курсон
- Ла-Жарри
- Ла-Рошель 1-й кантон
- Ла-Рошель 2-й кантон
- Ла-Рошель 3-й кантон
- Ла-Рошель 4-й кантон
- Ла-Рошель 5-й кантон
- Ла-Рошель 6-й кантон
- Ла-Рошель 7-й кантон
- Ла-Рошель 8-й кантон
- Ла-Рошель 9-й кантон
- Маран
- Сен-Мартен-де-Ре
- Эйтре

### Коммуны
- Ла-Рошель